# August Flensburg
Pehr August Flensburg, född 12 oktober 1811 i Malmö, död där 30 september 1861, var en svensk affärs- och industriman. Han var far till Emil Flensburg.
August Flensburg var son till Mathias Flensburg. Efter handelsstudier utomlands bland annat i Newcastle upptogs han 1841 som delägare i faderns firma och fick burskap som handlar i Malmö. Under faderns senare år på 1840-talet var August Flensburg den som styrde firman. Efter dennes död 1851 bildades firma M. Flensburgs söner av August och brodern Theodor vilka drev vidare affärsrörelsen. Flensburg var även ledamot av Malmö stads äldste 1842, 1848 och 1855. År 1844 erhöll han tillstånd att anlägga en fabrik för tillverkning av strumpor och grundade Malmö bomullsväfveri. Från 1848 var Flensburg förman för Malmö handelssocietet och från 1851 ledamot av styrelsen för Malmö sparbank.